# Zabrze (Pawlikowice)
Zabrze – część wsi Pawlikowice w Polsce, położona w województwie małopolskim, w pow. wielickim, w gminie Wieliczka. 
W latach 1975–1998 Zabrze położone było w województwie krakowskim.